# Van Rhijn (Mondkrater)
Van Rhijn ist ein Einschlagkrater auf der Mondrückseite.
Der Krater liegt im Norden der erdabgewandten Seite, westlich des größeren Kraters D’Alembert und nordwestlich des ebenfalls größeren Campbell. In der näheren Umgebung befinden sich die vergleichbar großen Störmer im Norden und De Moraes in südwestlicher Richtung.
Der Kraterboden ist relativ flach und strukturlos. Die Entstehungszeit des Kraters wird der nektarischen Periode zugerechnet.

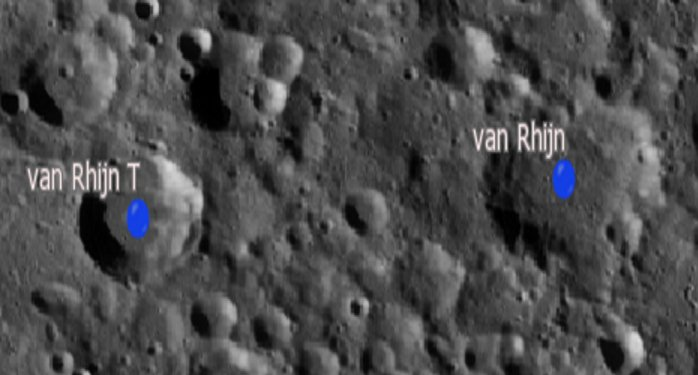
van Rhijn und sein Nebenkrater

Van Rhijn hat einen mit T bezeichneten Nebenkrater:
| Buchstabe | Position            | Durchmesser | Link |
| --------- | ------------------- | ----------- | ---- |
| T         | 52,13° N, 140,11° O | 33 km       |      |

Der Krater wurde 1970 von der IAU offiziell nach dem niederländischen Astronomen Pieter Johannes van Rhijn benannt.